# Daniel Jensen
Pour les articles homonymes, voir Jensen.
Daniel Jansen, né le 25 juin 1979 à Copenhague (Danemark), est un footballeur international danois évoluant en tant que milieu de terrain. Son frère, Niclas Jensen, est lui aussi footballeur.

## Carrière

### En club
Il a commencé sa carrière chez les jeunes du B 93 Copenhague, en seconde division danoise. Grâce à ses bonnes performances, il est appelé chez les -19 ans nationaux en septembre 1995, puis intègre l'équipe première de Copenhague en 1996. Il part ensuite dans le club néerlandais du SC Heerenveen en juillet 1998. 
Après avoir disputé plus de 100 matches avec Heerenveen, son contrat s'arrête en 2003. Il signe donc librement en août 2003 au Real Murcie, tout juste promu en Liga. Il quittera l'année suivante le club espagnol, à la suite de sa descente en 2e division. 
Il rejoint en juillet 2004 le Werder Brême pour 1 000 000€, et remporte la Coupe de la Ligue en 2006. Le 22 janvier 2008, il prolonge son contrat de trois ans, soit jusqu'en 2011.
Libre de tout contrat depuis son départ du Werder Brême, il s'engage le 6 janvier 2012 avec le club italien de Novara. D'un commun accord avec son club, il résilie son contrat le 2 novembre 2012.

### En sélection
Daniel Jensen commença sa carrière internationale le 13 mars 2002 lors d'une rencontre amicale contre l'Arabie Saoudite soldée par une victoire 1-0. 
Il participera à l'Euro 2004, en jouant les deux premiers matches du Danemark (Italie et Bulgarie). Il restera sur le banc pour la dernière rencontre du groupe face à la Suède, ainsi que lors du quart de finale perdu contre la Tchéquie. 
Daniel Jensen jouera sa dernière compétition avec le Danemark lors de la Coupe du monde 2010 en Afrique du Sud. Les danois sortiront dès la phase de poules. 

### Palmarès
- Werder Brême
  - Vainqueur de la Coupe de la Ligue d'Allemagne : 2006

- FC Copenhague
  - Champion du Danemark : 2013